# Lew Wyld
Lewis Arthur „Lew” Wyld (ur. 15 lipca 1905 w Tibshelf, zm. 16 lutego 1974 w Bakewell) – brytyjski kolarz torowy, brązowy medalista olimpijski.

## Kariera
Największy sukces w karierze Lew Wyld osiągnął w 1928 roku, kiedy wspólnie z Montym Southallem oraz swymi braćmi: Harrym Wyldem i Percym Wyldem zajął trzecie miejsce w drużynowym wyścigu na dochodzenie podczas igrzysk olimpijskich w Amsterdamie. Był to jedyny medal wywalczony przez Lew Wylda na międzynarodowej imprezie tej rangi, a także jego jedyny start olimpijski. Nigdy nie zdobył medalu na torowych mistrzostwach świata.